# Gebarentaal
Een gebarentaal is een visueel-manuele taal, waarin de handen en het lichaam worden gebruikt voor talige uitingen. Het is een natuurlijke taal met een eigen lexicon (woordenschat) en grammatica, die beantwoordt aan de communicatiebehoefte van een groep (in veel gevallen prelinguaal dove) mensen.
De Ethnologue onderscheidt op dit moment 130 gebarentalen van dovengemeenschappen en 29 dorpsgebarentalen, plus International Sign (IS), een gebarensysteem dat hoofdzakelijk gebruikt wordt in internationale contacten. Veel landen of regio's kennen hun eigen gebarentaal, die losstaat van de gesproken taal van de horende mensen. Voorbeelden van landelijke gebarentalen zijn NGT (Nederlandse Gebarentaal), VGT (Vlaamse Gebarentaal) en ASL (American Sign Language). Daarnaast bestaan er ook regionale varianten, die vergelijkbaar zijn met gesproken dialecten.
Er bestaat niet één universele gebarentaal, al bestaan er met Gestuno en Signuno wel pogingen daartoe. Bij internationale contacten worden IS of ASL vaak als de lingua franca gebruikt.

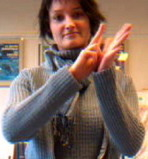
Het woord vocabulaire in Franse Gebarentaal

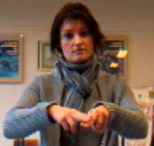
Het woord werkwoord in Franse Gebarentaal

## Grammatica
Doordat gebarentalen niet oraal-auditief maar manueel-visueel zijn hebben zij de unieke eigenschap dat zij vierdimensionaal zijn: er wordt zowel gebruikgemaakt van de driedimensionale ruimte als van de tijdsdimensie. De grammatica van veel gebarentalen is essentieel anders dan die van de gesproken taal die in hetzelfde gebied gebruikt wordt. Veel gebarentalen hebben bijvoorbeeld, net als het Russisch, geen lidwoorden.

### Opbouw van gebaren
Net als woorden in gesproken talen zijn opgebouwd uit (vaak betekenisloze) klanken, zijn gebaren in gebarentalen opgebouwd uit kleinere onderdelen. Grofweg kan gezegd worden dat gebaren zijn opgebouwd uit vijf onderdelen:
- de plaats voor of op het lichaam waar het gebaar wordt gemaakt;
- de handvorm;
- de richting waarin de handpalm en de vingers wijzen;
- de beweging die de handen maken (bijvoorbeeld draaiend, op/ neer, slaand/ strijkend);
- het non-manuele deel (lipbeweging, gezichtsuitdrukking of lichaamstaal).

De gebarenfonologie bestudeert de kenmerken van deze elementen en de regels voor de gebaaropbouw.
Gebarentaal wordt vaak ondersteund door de mondbewegingen, die soms gerelateerd zijn aan woorden van de gesproken taal die in hetzelfde gebied wordt gebruikt. Soms is er echter geen relatie met de gesproken taal.

### Gebruik van de ruimte
Een bijzondere constructie die in veel gebarentalen voorkomt is het koppelen van een plek in de (gebaren)ruimte ("locatie" genaamd) aan een persoon, dier, voorwerp of idee. Dergelijke locaties worden gebruikt in een discours, bijvoorbeeld door ernaar te wijzen wanneer men het over de personen e.d. die aan de locaties zijn gekoppeld. Dit is vergelijkbaar met voornaamwoorden in gesproken talen.
Veel gebarentalen hebben een (kleine) groep werkwoorden die ook gebruik kan maken van locaties in de gebarenruimte. Zo kan een werkwoord, in plaats van vóór het lichaam, gemaakt worden op een bepaalde locatie in de gebarenruimte, bijvoorbeeld om aan te geven dat de persoon e.d. die aan die locatie gekoppeld is de actie uitvoert die wordt uitgedrukt met het werkwoord. Sommige werkwoorden kunnen bewegen tussen 2 locaties, om aan te geven dat de personen e.d. die gekoppeld zijn aan die locaties betrokken zijn bij de actie die het werkwoord uitdrukt. Dergelijke aanpassingen in de plaats van een gebaar worden "congruentie" genoemd. Sommige gebarentalen hebben een hulpwerkwoord, dat speciaal dient voor congruentie.
In gebarentalencursussen wordt veel aandacht besteed aan het gebruik van de ruimte. Er moet echter nog veel onderzoek gedaan worden, met name naar de mogelijkheden van het gebruik van congruentie en het werkelijke gebruik daarvan.

## Ontwikkeling van gebarentaal
Mensen willen communiceren, en waar mensen bij elkaar komen, ontstaat taal. Dit geldt ook voor gebarentalen. Er zijn drie soorten gemeenschappen waarin gebarentalen ontstaan, namelijk rond dovenscholen, in geïsoleerde dorpen met een erfelijke vorm van doofheid en in situaties waarbij horenden langdurig niet kunnen of willen spreken.

### Dorpsgebarentalen
Dorpsgebarentalen komen wereldwijd voor in een klein aantal dorpen met een zeer geïsoleerde ligging. Door deze ligging is het contact met andere gemeenschappen minimaal, waardoor een eventuele erfelijke doofheid veel in het dorp blijft voorkomen (inteelt). Het grote aantal doven binnen zo'n gemeenschap zorgt dat doofheid als een tamelijk normaal verschijnsel wordt gezien, en dat er noodzakelijk een visuele manier van communicatie ontstaat, die ook gebruikt wordt door de horenden. Om deze reden worden dit soort talen in het Engels ook wel 'shared sign languages' ('gedeelde gebarentalen') genoemd. Dorpsgebarentalen worden pas sinds kort bestudeerd, maar voorlopig lijkt het of deze talen op sommige gebieden anders in elkaar zitten dan de gebarentalen die ontstaan rond dovenscholen. Een dergelijke situatie kwam voor op Martha's Vineyard.

### Dovenscholen
De eerste dovenscholen in Europa ontstonden in de 18e eeuw. De eerste dovenschool werd opgericht in Parijs door Abbé de L'Epée. De l'Epée toonde aan dat men doven kon onderwijzen, en zijn school heeft als voorbeeld gediend voor veel andere dovenscholen. Hiermee is er mogelijk invloed van de Oude Franse Gebarentaal op andere West-Europese gebarentalen en de Amerikaanse Gebarentaal, hoewel deze invloed, buiten die van het lexicon, niet echt duidelijk is. Naast de introductie van o.a. vingerspelling, is de eigen behoefte van deze nieuwe dovengemeenschappen aan communicatie de belangrijkste factor in het ontstaan van gebarentalen. In het begin tegen de verdrukking in.

### Gebarentaal in horende gemeenschappen
Ook in gemeenschappen van horenden zijn gebarentalen ontstaan. Bij de Indianen van de vlaktes van Noord-Amerika en de Aborigines in Australië werd een gebarentaal gebruikt om te kunnen communiceren met mensen van stammen die een andere taal spraken. Deze gebarentalen worden Plains Indian Sign Language (PSD) respectievelijk Australian Aborigines Sign Language (ASW) genoemd.
Binnen kloostergemeenschappen is dit gebruik van gebaren ook bekend als zogenaamde kloostergebaren. Monniken die een gelofte van stilte hebben afgelegd, kunnen gebaren gebruiken om toch te kunnen communiceren. Binnen deze Monastic Sign Language (MZG) worden vijf dialecten onderscheiden gerelateerd aan verschillende kloosterorden.
Hoewel deze gebaren erkend worden in de internationale index van talen, missen ze het natuurlijke en complete karakter van de overige (gebaren)talen. Het gaat hier meer om een primitief systeem, met afgesproken gebaren.
In België bevordert een gemeente het gebruik van gebarentaal in contacten tussen Nederlandstalig stadhuispersoneel en Franstalige burgers.

## Geschiedenis

### In de verdrukking
Eeuwenlang werden doven gezien als tweederangsmensen. Veel doof geboren mensen hebben moeite met praten omdat ze de klanken van stemgeluid niet kunnen horen en die dus niet leren nadoen. Eeuwenlang werd doofheid daardoor gezien als een gebrek aan intelligentie, of anders als een goddelijke straf. Zodoende kwamen doven en slechthorenden vaak buiten de maatschappij te staan. Dat leidde er op sommige plekken toe dat er tijdens de middeleeuwen kleine gemeenschappen van doven en slechthorenden ontstonden. Binnen zulke gemeenschappen ontstonden waarschijnlijk de eerste vormen van gebarentaal. In de zestiende eeuw ontstond in de Amerikaanse koloniën zelfs een kleine kolonie waarvan de hele bevolking gebruik maakte van een lokale gebarentaal als communicatie. 

## De eerste ‘sprekers’ van gebarentaal
Hoewel geestelijken doofheid tijdens de middeleeuwen vaak als een goddelijke straf zagen, kwam het eerste onderwijs in gebarentaal ook vanuit religieuze hoek. Het was de Spaanse benedictijner monnik Pedro Ponce de León die in de zestiende eeuw een manier vond om dove mensen toch te leren praten. Door een combinatie van schrijven en spraakafzien kreeg hij het voor elkaar om meerdere van zijn geloofsgenoten binnen de benedictijner orde te leren spreken en schrijven. Hoe hij dat precies deed, schreef hij echter niet op. Toen Ponce in 1584 overleed, nam hij zijn onderwijsmethode mee het graf in. In dezelfde periode betoogde de Italiaanse wetenschapper Gerolamo Cardano aan de universiteit van Pavia dat doofheid geen teken van domheid was. Daarnaast verklaarde hij dat doven en slechthorenden prima konden leren lezen en schrijven, zonder dat ze hoefden te leren spreken. In 1880 werd tijdens een tweede internationaal congres van dovenonderwijzers in Milaan een resolutie aangenomen, die behelsde dat het dovenonderwijs het beste de 'orale methode' kon volgen: leerkrachten moesten tijdens de les gesproken taal gebruiken tegenover de dove kinderen, zonder enige vorm van gebaren te gebruiken. De dove leerlingen zouden de les moeten volgen via spraakafzien, omdat een deel van de congresgangers van mening was dat gebaren slecht zouden zijn voor de (taal)ontwikkeling van dove kinderen; zijnde geen taal (een misvatting die pas in 1964 rechtgezet werd). Gebarentaal werd op veel dovenscholen sinds dit congres in Europa streng verboden, waardoor de leerlingen veel informatie misten. Een indirect gevolg van de resolutie was het ontslag van een derde van de medewerkers bij het dovenonderwijs; zij waren doof. De Amerikanen hadden andere ideeën over het oralisme. Wie gebaren maakte, kreeg soms zelfs lijfstraf. Die straffen waren daarbij regelmatig gericht op de handen van de leerlingen, zoals vastbinden. Doven gingen daarom stiekem gebarentaal gebruiken buiten het zicht van de docenten en begeleiders. De orale methode heeft er echter toe geleid dat doven in het voortgezet/hoger onderwijs weinig vooruitgang konden boeken en zelden een hoog opleidingsniveau haalden. Het gemiddelde opleidingsniveau onder doven daalde als gevolg van de genoemde resolutie.
Gebarentalen werden vaak omschreven als een soort pantomime of het maken van plaatjes in de lucht. De werken van de Nederlandse taalkundige Bernard Tervoort in 1953 en de Amerikaanse taalkundige William Stokoe in 1963 zijn belangrijke mijlpalen in de erkenning van gebarentalen als echte, natuurlijke talen. Stokoe toonde aan dat de Amerikaanse Gebarentaal bouwstenen heeft, die hij "cheremen" noemde (tegenwoordig gebruikt men de term "fonemen"): elementen die geen betekenis hebben, en die volgens bepaalde regels met elkaar gecombineerd worden tot gebaren. Bij hersenonderzoek is gebleken dat gebarentaal van dezelfde hersengebieden gebruikmaakt als gesproken taal.

### Huidige situatie
Oorspronkelijk was er weerstand van collega's en zelfs van doven tegen de conclusie van Stokoe dat de Amerikaanse Gebarentaal een volwaardige taal was. Na enige tijd vonden zijn inzichten langzamerhand weerklank bij taalkundigen en de (Amerikaanse) dovengemeenschap. Vanaf de jaren tachtig van de 20e eeuw keerde het gebruik van gebarentaal geleidelijk terug in het (Nederlandse) dovenonderwijs. In 1997 werd de vierjarige hbo-opleiding tolk/docent Nederlandse Gebarentaal opgericht. Beide ontwikkelingen hebben invloed op de Nederlandse dovengemeenschap, die zich steeds meer bewust is geworden van het belang van gebarentaal.
In de periode tussen de jaren zeventig van de 20ste eeuw en het begin van de 21ste eeuw werd gebarentaal in Nederland geleidelijk meer bekend en geaccepteerd door de samenleving, doordat deze taal steeds vaker te zien was, zowel vanuit de dovengemeenschap als uit de hoek van tolk gebarentaal. Via de media kwam er meer informatie over deze taal. Onder andere de televisie-uitzendingen met een tolk gebarentaal hebben daaraan bijgedragen.
In Nederland werd zowel vanuit zorginstanties zoals de Nederlandse Stichting voor het Dove en Slechthorende Kind (NSDSK) als vanuit belangenorganisaties zoals de Nederlandse Federatie van Ouders van Dove Kinderen (FODOK), als vanuit het dovenonderwijs nadrukkelijk geadviseerd om dove kinderen de Nederlandse Gebarentaal te leren en deze met hen te gebruiken, in belang van de taal- en de algemene ontwikkeling van het kind.
Na de tramaanslag in Utrecht en het gebrek aan duidelijke informatie hierover in NGT, begon er een roep om een tolk NGT bij persconferenties. Aan het begin van de coronacrisis, werd deze roep opnieuw duidelijk. Er werd geluisterd op 12 maart 2020, toen was Irma Sluis de eerste tolk NGT die aanwezig was bij een persconferentie. Dit bracht ook meer aandacht naar de erkenning van de Nederlandse gebarentaal, welke uiteindelijk goedgekeurd werd door de Eerste Kamer op 13 oktober 2020.

### Gebarentaalgebruiker
De term gebarentaalgebruiker wordt de laatste tijd steeds vaker gebruikt om te benadrukken dat niet alleen doven maar ook horenden (voornamelijk familie en beroepsmatig betrokkenen) gebarentaal gebruiken.

### Bedreiging
Ouders van dove kinderen kregen rond deze tijd in Nederland ook de vrijheid om het onderwijs voor hun kind te kiezen. Tegelijk met de ontwikkelingen rond het dovenonderwijs werd het cochleair implantaat (CI) ontwikkeld; een inwendig gehoorapparaat, dat via een operatie ingebracht wordt onder de schedel. Na een jarenlange discussie over het gebruik van dit gehoorapparaat zijn zorgverzekeraars dit volledig gaan vergoeden. Dit had als gevolg dat een relatief groot deel van doof geboren of vroeg doof geworden kinderen geïmplanteerd werd. Deze kinderen konden hierdoor meer horen dan voorheen. De afgelopen jaren zijn ouders en andere betrokken partijen steeds meer gaan twijfelen aan de noodzaak van gebarentaal voor en door doven, door de opkomst en technologisch voortschrijdende ontwikkeling van het cochleaire implantaat. Artsen en logopedisten adviseren dove kinderen zo jong mogelijk te opereren om het zo vroeg mogelijk toegang te geven tot de gesproken taal. In sommige gevallen wordt daarbij geadviseerd om na implantatie geen gebarentaal te gebruiken met het kind. Sommige ouders van dove kinderen hebben hoge verwachtingen van de mogelijkheden van dit technische hulpmiddel bij het (spraak)verstaan en gebruik van gesproken taal bij en met hun kind. Resultaten van het gebruik van dit implantaat op langere termijn zijn nog onbekend. Bij veel geïmplanteerde kinderen is een verbetering van het gehoor vastgesteld, maar het effect op de verwerving van de gesproken taal moet over een langere periode worden bestudeerd, waarbij men beslist een onderscheid moet maken tussen doof geboren, doof geworden en slechthorende kinderen. De situatie van een persoon met een CI is vergelijkbaar met die van een slechthorende, reden waarom sommige (doven)scholen een aparte peutergroep voor slechthorende én CI-kinderen hebben, naast een groep voor dove kinderen. Zeer recente onderzoeken tonen aan dat tweetalig opgroeiende kinderen met een CI zich op diverse vlakken, inclusief de ontwikkeling van de gesproken taal, beter ontwikkelen dan eentalig opgroeiende CI-kinderen.
Een deel van de ouders kiest er bewust voor om hun dove kind niet te implanteren. De meeste van deze ouders zijn zelf doof en hebben uiteenlopende redenen hiervoor.

### Taalfamilies

Classificatie van gebarentaalfamilies
Franse Gebarentaalfamilie
Amerikaanse Gebarentaalcluster
Russische Gebarentaalcluster
Tsjechische Gebarentaalcluster
Deense Gebarentaalfamilie
Zweedse Gebarentaalfamilie
Duitse Gebarentaalfamilie
Vietnamese, Thaise en Laotische Gebarentalen
Arabische Gebarentaalfamilie
Indo-Pakistaanse Gebarentaal
Chinese Gebarentaal
Japanse Gebarentaalfamilie (inclusief Taiwanese Gebarentaal)
BANZSL-familie (Britse, Australische en Nieuw-Zeelandse Gebarentalen)
Zuid-Afrikaanse Gebarentaal (stamt af van BANZSL)
Geïsoleerde talen
Geen gegevens

Er worden in het algemeen, onder andere door het vergelijken van verschillende gebarenschatten, de volgende gebarentaalfamilies onderscheiden:
- Gebarentalen met een sterke historische band met de Franse Gebarentaal (LSF):
  - De Franse Gebarentaal (LSF), de Amerikaanse Gebarentaal (ASL), de Vlaamse Gebarentaal (VGT), de Nederlandse Gebarentaal (NGT), de Ierse Gebarentaal, de Frans-Belgische Gebarentaal (LSFB).

|                                          |                                          |                                          |                                          |                                          |                                          |  |  |                                     |                                     |                                     |                                     |                                     |                                     |  |  |                                              |                                              |                                              |                                              | Oude Franse Gebarentaal (beïnvloed door l'Épée ca. 1760–1789) |                                              |  |  |                                      |                                      |                                      |                                      |                                      |                                      |  |  |                                          |                                          |                                          |                                          |                                          |                                          |  |  |                                         |                                         |                                         |                                         |                                         |                                         |
|                                          |                                          |                                          |                                          |                                          |                                          |  |  |                                     |                                     |                                     |                                     |                                     |                                     |  |  |                                              |                                              |                                              |                                              |                                                               |                                              |  |  |                                      |                                      |                                      |                                      |                                      |                                      |  |  |                                          |                                          |                                          |                                          |                                          |                                          |  |  |                                         |                                         |                                         |                                         |                                         |                                         |
|                                          |                                          |                                          |                                          |                                          |                                          |  |  |                                     |                                     |                                     |                                     |                                     |                                     |  |  |                                              |                                              |                                              |                                              |                                                               |                                              |  |  |                                      |                                      |                                      |                                      |                                      |                                      |  |  |                                          |                                          |                                          |                                          |                                          |                                          |  |  |                                         |                                         |                                         |                                         |                                         |                                         |
|                                          |                                          |                                          |                                          |                                          |                                          |  |  |                                     |                                     |                                     |                                     |                                     |                                     |  |  |                                              |                                              |                                              |                                              | Belgische Gebarentaal (ca. 1790–2000)                         |                                              |  |  |                                      |                                      |                                      |                                      |                                      |                                      |  |  |                                          |                                          |                                          |                                          |                                          |                                          |  |  |                                         |                                         |                                         |                                         |                                         |                                         |
|                                          |                                          |                                          |                                          |                                          |                                          |  |  |                                     |                                     |                                     |                                     |                                     |                                     |  |  |                                              |                                              |                                              |                                              |                                                               |                                              |  |  |                                      |                                      |                                      |                                      |                                      |                                      |  |  |                                          |                                          |                                          |                                          |                                          |                                          |  |  |                                         |                                         |                                         |                                         |                                         |                                         |
|                                          |                                          |                                          |                                          |                                          |                                          |  |  |                                     |                                     |                                     |                                     |                                     |                                     |  |  |                                              |                                              |                                              |                                              |                                                               |                                              |  |  |                                      |                                      |                                      |                                      |                                      |                                      |  |  |                                          |                                          |                                          |                                          |                                          |                                          |  |  |                                         |                                         |                                         |                                         |                                         |                                         |
| Amerikaanse Gebarentaal (ca. 1820–heden) | Amerikaanse Gebarentaal (ca. 1820–heden) | Amerikaanse Gebarentaal (ca. 1820–heden) | Amerikaanse Gebarentaal (ca. 1820–heden) | Amerikaanse Gebarentaal (ca. 1820–heden) | Amerikaanse Gebarentaal (ca. 1820–heden) |  |  | Franse Gebarentaal (ca. 1790–heden) | Franse Gebarentaal (ca. 1790–heden) | Franse Gebarentaal (ca. 1790–heden) | Franse Gebarentaal (ca. 1790–heden) | Franse Gebarentaal (ca. 1790–heden) | Franse Gebarentaal (ca. 1790–heden) |  |  | Frans-Belgische Gebarentaal (ca. 1970–heden) | Frans-Belgische Gebarentaal (ca. 1970–heden) | Frans-Belgische Gebarentaal (ca. 1970–heden) | Frans-Belgische Gebarentaal (ca. 1970–heden) | Frans-Belgische Gebarentaal (ca. 1970–heden)                  | Frans-Belgische Gebarentaal (ca. 1970–heden) |  |  | Vlaamse Gebarentaal (ca. 1970–heden) | Vlaamse Gebarentaal (ca. 1970–heden) | Vlaamse Gebarentaal (ca. 1970–heden) | Vlaamse Gebarentaal (ca. 1970–heden) | Vlaamse Gebarentaal (ca. 1970–heden) | Vlaamse Gebarentaal (ca. 1970–heden) |  |  | Nederlandse Gebarentaal (ca. 1790–heden) | Nederlandse Gebarentaal (ca. 1790–heden) | Nederlandse Gebarentaal (ca. 1790–heden) | Nederlandse Gebarentaal (ca. 1790–heden) | Nederlandse Gebarentaal (ca. 1790–heden) | Nederlandse Gebarentaal (ca. 1790–heden) |  |  | Italiaanse Gebarentaal (ca. 1830–heden) | Italiaanse Gebarentaal (ca. 1830–heden) | Italiaanse Gebarentaal (ca. 1830–heden) | Italiaanse Gebarentaal (ca. 1830–heden) | Italiaanse Gebarentaal (ca. 1830–heden) | Italiaanse Gebarentaal (ca. 1830–heden) |

- Gebarentalen die gebruikt worden in vele landen van het Gemenebest van Naties:
  - De Britse Gebarentaal (BSL), de Nieuw-Zeelandse Gebarentaal (NZSL) en de Australische Gebarentaal (Auslan), samen bekend als BANZSL. Zuid-Afrikaanse Gebarentaal stamt hiervan af.
- Gebarentalen met een historische band met de Japanse Gebarentaal:
  - De Japanse Gebarentaal, de Taiwanese Gebarentaal, de Koreaanse Gebarentaal.
- Gebarentalen met een historische band met de Zweedse Gebarentaal:
  - De Zweedse Gebarentaal, de Finse Gebarentaal en de Portugese Gebarentaal. Dat de Portugese Gebarentaal sterk afgeleid is van de Zweedse, terwijl die landen ver van elkaar af liggen, komt door het historische toeval dat de Zweedse onderwijzer Per Aron Borg meehielp om in 1824 een dovenschool in Lissabon op te richten, die vervolgens de nationale standaardgebarentaal in Portugal ontwikkelde.[9]

## Gebarentalen en gesproken talen
| Code  | Officiële naam                                | Nederlandse naam             | Familie  | Land/regio                           | Invloedrijkste gesproken taal |
| ----- | --------------------------------------------- | ---------------------------- | -------- | ------------------------------------ | ----------------------------- |
| ASL   | American Sign Language                        | Amerikaanse Gebarentaal      | Franse   | Verenigde Staten Canada              | Engels                        |
| BSL   | British Sign Language                         | Britse Gebarentaal           | BANZSL   | Verenigd Koninkrijk                  | Engels                        |
| CSL   | Chinese Sign Language                         | Chinese Gebarentaal          | isolaat  | China                                | Mandarijn                     |
| DGS   | Deutsche Gebärdensprache                      | Duitse Gebarentaal           | Duitse   | Duitsland Luxemburg                  | Duits                         |
| DSGS  | Deutschschweizer Gebärdensprache              | Zwitserduitse Gebarentaal    | Franse?  | Zwitserland (Duitstalig Zwitserland) | Duits                         |
| IPSL  | Indo-Pakistani Sign Language                  | Indo-Pakistaanse Gebarentaal | isolaat? | India Pakistan                       | Hindoestani                   |
| ISN   | Idioma de Signos Nicaragüense                 | Nicaraguaanse Gebarentaal    | isolaat  | Nicaragua                            | Spaans                        |
| LIS   | Lingua dei Segni Italiana                     | Italiaanse Gebarentaal       | Franse   | Italië Zwitserland San Marino        | Italiaans                     |
| LSF   | Langue des signes française                   | Franse Gebarentaal           | Franse   | Frankrijk                            | Frans                         |
| LSFB  | Langue des signes de Belgique francophone     | Frans-Belgische Gebarentaal  | Franse   | België ( Franse Gemeenschap)         | Frans                         |
| LSFSR | Langue des signes française de Suisse romande | Zwitsers-Franse Gebarentaal  | Franse   | Zwitserland (Romandië)               | Frans                         |
| NGT   | Nederlandse Gebarentaal                       | Nederlandse Gebarentaal      | Franse   | Nederland                            | Nederlands                    |
| ÖGS   | Österreichische Gebärdensprache               | Oostenrijkse Gebarentaal     | Franse   | Oostenrijk                           | Duits                         |
| STS   | Svenskt teckenspråk                           | Zweedse Gebarentaal          | Zweedse  | Zweden                               | Zweeds                        |
| TİD   | Türk İşaret Dili                              | Turkse Gebarentaal           | isolaat  | Turkije                              | Turks                         |
| VGT   | Vlaamse Gebarentaal                           | Vlaamse Gebarentaal          | Franse   | België ( Vlaanderen)                 | Nederlands                    |

Hierboven enkele van de 143 gebarentalen die worden genoemd in de 2020 editie van Ethnologue, maar er zijn er naar alle waarschijnlijkheid nog veel meer. Hoewel gebarentalen net zoals gesproken talen per land (kunnen) verschillen, lijken de overeenkomsten tussen de diverse nationale gebarentalen veel groter dan tussen de overeenkomstige gesproken talen. Hierbij moet opgemerkt worden dat vergelijkend gebarentaalonderzoek nog niet sterk ontwikkeld is.

### Gebarentaal niet makkelijk of universeel
Een klein aantal gebaren wordt door horenden en doven en in verschillende landen gebruikt. Bijvoorbeeld de duim omhoog of een cirkeltje gevormd door duim en wijsvinger voor 'goed'. Veel gebaren uit gebarentaal zijn "gemotiveerd", dat wil zeggen dat hun vorm gerelateerd is aan de vorm van een object of de actie in de werkelijke wereld die zij benoemen. Enkele voorbeelden van "gemotiveerde" gebaren uit de Nederlandse gebarentaal:
- Het gebaar voor "auto": twee handen houden een (denkbeeldig) stuur vast en bewegen dat;
- Het gebaar voor "jagen": de handen houden een (denkbeeldig) geweer vast;
- Het gebaar voor "Parijs": beide handen, met uitgestoken wijs- en middelvinger, maken een omhooggaande beweging, eindigend met de vingertoppen in contact. Hiermee wordt de vorm van de Eiffeltoren weergegeven.

Iemand die een gebarentaal zelf niet kent en een gebaarder zulke gemotiveerde gebaren ziet maken zal een aantal van deze gebaren herkennen, vooral als de betekenis bij het gebaar gegeven wordt. Hetzelfde gebeurt als men een onbekende taal hoort met ondertiteling: af en toe herkent men een woord. Ook gezichtsuitdrukkingen en lichaamshoudingen die bij gebarentaal gebruikt worden roepen soms herkenning op. Daarmee is echter niet gezegd dat gebarentaal makkelijk is of universele kwaliteiten heeft. Een enkel woord of een enkel gebaar maakt immers nog geen taal. Gebaren verschillen bovendien van land tot land, en dat geldt ook voor de grammatica's van de verschillende gebarentalen.

### Woordenboeken
Alle bestaande gebarenwoordenboeken zijn tweetalig, dat wil zeggen gebaren zijn vertaald naar woorden en andersom. Omdat er geen geaccepteerd schrift is voor gebarentalen, zijn de gebaren tegenwoordig meestal visueel weergegeven. Hiervoor zijn er drie gangbare methoden:
- een of meer foto’s of tekeningen met bewegingsaanduiding, vooral gebruikt in traditionele papieren woordenboeken;
- een filmopname van het gebaar, mogelijk geworden door videotechnieken die gebruikt kunnen worden op cd-rom, dvd en het internet;
- SignWriting een notatiesysteem verwant aan dancewriting en movementwriting, dat o.a. gebruikt wordt bij het Woordenboek Vlaamse Gebarentaal.

Zoeken naar geschreven woorden in een woordenboek is tamelijk eenvoudig: in een gedrukt boek kan men zoeken naar de geschreven vorm, in een elektronisch woordenboek kan men zelfs lettercombinaties intypen. Zoeken naar gebaren is daarentegen erg lastig, bij gebrek aan een schriftelijke weergave. Sinds de introductie van elektronische woordenboeken kan gebruik worden gemaakt van een zoekfunctie die gebaarelementen gebruikt. Het Vlaams GebarenWoordenboek en woordenboeken Nederlandse Gebarentaal gebruiken bijvoorbeeld combinaties van zoekelementen: de handvorm en de plaats waar het gebaar wordt gemaakt. In het Vlaams GebarenWoordenboek kan men zelfs zoeken op de manier waarop het lichaam wordt aangeraakt in combinatie met de andere zoekmogelijkheden. De juiste combinatie van deze gebaarelementen geeft de vertaling van het gebaar in het Nederlands.

### Extra ruimtelijk taalgevoel
Een gebarentaalgebruiker maakt wanneer hij/zij gebaart vooral gebruik van de linkerhersengebieden, net als gebruikers van een gesproken taal dat doen bij het spreken. Daarnaast maken gebaarders gebruik van topografische herkenning door de rechterhersenhelft. Daardoor hebben veel gebarentaalgebruikers een extra buitengewoon verfijnde ruimtelijke representatie, die niet vergelijkbaar is met het ruimtelijk idee van mensen die geen gebarentaal gebruiken. De ruimtelijk organisatie is beter, zoals in het herkennen en benoemen van voorwerpen, mentale rotaties, vormpercepties, ruimtelijke indeling, het ontleden van bewegingen en gezichtsherkenning. Er is sprake van een verhoogde gevoeligheid van een zintuig (zien) én een uitgebreidere verwerking van de informatie daarvan. Dit verschil in ruimtegevoel vormt mogelijk een belemmering in het goed verwerven, begrijpen en spreken van een gebarentaal door degenen die niet met een gebarentaal zijn opgegroeid, bijvoorbeeld horende tolken of postlinguaal doven.

### Verschil in woordgebruik en volgorde
Wanneer iemand een taal als tweede taal leert, heeft de eerste taal vaak invloed op de tweede taal. Men ziet dit bij horenden die een gebarentaal als tweede taal leren; vaak gebruiken zij, vooral in de eerste stadia van de verwerving, structuren die sterk gebaseerd zijn op hun gesproken taal. Voor beoefenaars van de VGT en de NGT leidt dit tot lange zinnen, soms met overbodige structuren. Hetzelfde zien we bij doven die een gesproken taal gebruiken; bij sommige doven zijn afwijkingen tot het taalgebruik van horenden echter ook vaak het gevolg van een taalachterstand doordat het onderwijs in de gesproken taal erg moeilijk is.

## Niet-natuurlijke gebarensystemen
Naast gebarentalen die echte natuurlijke talen zijn, zijn er ook veel gebarensystemen, die bedacht zijn voor specifieke situaties.

### Vingerspelling
Veel doven maken gebruik van een systeem van Vingerspelling dat dient als hulpmiddel in de communicatie. Namen kunnen worden gespeld, of een gebaarder kan een woord vingerspellen als zij/hij geen gebaar voor het concept dat zij/hij wil uitdrukken beschikbaar heeft. Soms ontstaat uit een gevingerspeld woord een gebaar, waarbij het oorspronkelijk gespelde woord sterk in vorm gereduceerd wordt. In sommige gebaren toont de handvorm de eerste letter van het woord dat hetzelfde concept uitdrukt als het gebaar. Dovengemeenschappen hebben verschillende visies op vingerspellen. Zo wordt het in Nederland wel gebruikt, maar gebruikt men liever gebaren. In Amerika wordt juist erg veel gebruikgemaakt van gevingerspelde woorden. Vingerspelling is geen onderdeel van een gebarentaal, maar een codesysteem (vergelijkbaar met Morse of Braille) waarin codes staan voor letters, die zelf weer codes zijn voor spraakklanken.
Het oudst bekende handalfabet werd in de 8e eeuw beschreven door de Engelse Benedictijner monnik Beda.

### Gebaarsystemen gebaseerd op gesproken taal
In het verleden zijn diverse gebaarsystemen bedacht die gebaseerd waren op de gesproken taal. Sommige daarvan waren erg strikt; voor ieder betekenisdragend deel in de gesproken taal was een apart gebaar bedacht. Bij sommige systemen werd veel gebruikgemaakt van geïnitialiseerde gebaren (gebaren waarin de handvorm de eerste letter van het woord in de gesproken taal spelt). Het idee hierachter was dat zo'n systeem het dove kind helpt om de gesproken taal te leren. Inmiddels is duidelijk dat dit geenszins het geval is; kinderen kunnen iedere natuurlijke taal leren, maar een verzonnen systeem is vooral verwarrend en kan leiden tot taalachterstand.
Met doven met een verstandelijke handicap worden nog steeds gebaarsystemen gebruikt. Dit zijn veelal mengvormen van gesproken taal en gebarentaal, vaak met geïnitialiseerde gebaren, hoewel deze erg moeilijk te begrijpen en te leren moeten zijn voor de doelgroep. Overgaan naar een natuurlijke gebarentaal blijkt echter lastig; niet zozeer voor jongeren, maar voor degenen die zijn opgegroeid met het gebaarsysteem en geen "andere" taal meer kunnen leren.

### Gebaren bij horende verstandelijk gehandicapten en kinderen met Ernstige Spraak-Taalmoeilijkheden
Bij horende mensen met een verstandelijke handicap wordt nog een ander gebarensysteem voor, genaamd SMOG (Spreken Met Ondersteuning van Gebaren). Kinderen met ernstige Spraak-Taalmoeilijkheden krijgen veelal een vorm van Nederlands ondersteund met Gebaren aangeboden (NmG). Hierbij wordt de gesproken taal ondersteund met gebaren. Hetgeen gezegd wordt, wordt zo "zichtbaar" gemaakt. Het verschil met een gebarentaal is dat de grammatica van de gesproken taal wordt aangehouden.
Het idee hierachter is dat de gebaren de communicatie van deze kinderen op gang helpen en ondersteunen. Hoewel hulpverleners wel het gevoel hebben dat deze vorm van communicatie inderdaad werkt, is dit niet aangetoond.

### Gebaren bij plots- en laatdoven
Postlinguaal doven (ook bekend als plots- en laatdoven) gebruiken ook veelal een communicatievorm waarbij de gesproken taal wordt ondersteund met gebaren (NmG). In tegenstelling tot dove kinderen is dit voor hen wel een geschikte communicatievorm, omdat zij de gesproken taal wel beheersen, maar haar niet meer kunnen verstaan.

### Thuisgebaren ("home sign")
Sommige doven zijn nooit in contact gekomen met een gebarentaal, omdat hun familie die niet beheerste en niet wilde leren, en zij niet naar een school zijn gegaan waar een gebarentaal werd gebruikt. Om toch met hun omgeving te kunnen communiceren hebben zij een eigen gebarenschat ontwikkeld. Momenteel wordt door taalkundigen bestudeerd in hoeverre deze thuisgebaarsystemen overeenkomen met gebarentalen die door groepen gebaarders worden gebruikt. 

### Gebarensystemen in situaties waarin gesproken taal niet praktisch is
Soms worden eenvoudige gebaren ontwikkeld in situaties waarin gebruik van een gesproken taal niet praktisch is, bijvoorbeeld bij het duiken, in filmstudio's, op luidruchtige werkplekken, tijdens de jacht. Dit zijn echter gebarensystemen, en geen echte talen.

### Babygebaren
Soms worden gebaren gebruikt om te communiceren met baby's en peuters. Terwijl baby's wel de behoefte hebben om hun behoeftes te uiten, ontberen zij nog de mogelijkheid om dit via spraak te doen, omdat de spraakproductie zich nog ontwikkelt in de eerste levensmaanden en -jaren. Deze kloof tussen de wens om te communiceren en de (on)mogelijkheid daartoe kan leiden tot frustratie. Onderzoek naar de verwerving van gebarentaal suggereert dat de grove motoriek van de hand en armen zich iets eerder ontwikkelt dan de fijne motoriek van de spraakorganen, waardoor baby's en kleuters eerder eenvoudige gebaren kunnen maken dan dat zij woorden kunnen uitspreken. Ander onderzoek laat echter zien dat dit ontwikkelingsverschil slechts zeer klein is. De invloed van babygebaren op (eerste) taalverwerving is nog nauwelijks onderzocht. Toch zijn cursussen babygebaren een groeiende trend in een aantal westerse landen zoals de Verenigde Staten en Nederland, omdat ouders graag zo snel mogelijk willen kunnen communiceren met hun kinderen en doordat door voorstanders van babygebaren beweerd wordt dat de frustratie bij de gebarende kinderen minder is. In deze cursussen leren ouders de gebaren voor enkele belangrijke eerste concepten, zoals "eten", "slapen", "meer", "knuffel", "spelen", "koek", "beer".
Babygebaren moet niet worden verward met gebarentaal. Sommige docenten babygebaren kiezen er in hun cursussen wel voor gebaren uit de gebarentaal van dat land (in Nederland de Nederlandse Gebarentaal) te gebruiken, anderen gebruiken gebaren uit andere landen of kiezen ervoor zelf gebaren te bedenken en ouders te stimuleren dat ook te doen.

### Manueel-tactiele gebaarsystemen
Naast manueel-visuele gebaarsystemen bestaan er ook manueel-tactiele vormen. Deze worden gebruikt door mensen die onvoldoende gehoor hebben voor het gebruiken van een gesproken taal, en bovendien onvoldoende gezichtsvermogen hebben om de visuele gebarentaal gewoon te kunnen volgen. Er zijn verschillende vormen van tactiele gebarentaal, afhankelijk van het gezichtsvermogen, maar de meest gebruikte vorm is die waarbij gebaarders de gebaren aftasten door de handen lichtjes op de handen van de gebarende gesprekspartner te houden. Vaardige tactiele gebaarders kunnen zelfs met één hand gebaren aftasten. Wanneer beide gesprekspartners een hand beschikbaar hebben om te gebaren en de andere hand om de gebaren af te lezen, vergemakkelijkt dit beurtwisseling tussen de gebaarders, wat de communicatie aanzienlijk kan bespoedigen.